# Епархија британско-ирска
Епархија британско-ирска (енгл. Diocese of Great Britain and Ireland) епархија је Српске православне цркве.
Надлежни архијереј је епископ Нектарије (Самарџић), а седиште епархије се налази у Лондону (Храм Светог Саве у Лондону).

## Организација
Епархија британско-ирска са седиштем у Лондону настала је маја 2024. године одвајањем од бивше Епархије британско-скандинавске.
У Уједињеном Краљевству има осам црквених општина са девет парохија.
У Бирмингаму постоји храм посвећен Светом кнезу Лазару - Лазарица, освећен 1968. године, док је црквена општина основана 1948.